# Andreas Schweiger (Biathlet)
Andreas Schweiger (* 10. Juni 1953 in Schwangau; † 5. November 2018 ebenda) war ein deutscher Biathlet.

## Werdegang
Andreas Schweiger war, obwohl ohne Einsatz bei Olympischen Winterspielen geblieben, einer der erfolgreichsten bundesdeutschen Biathleten gegen Ende der 1970er und dem Beginn der 1980er Jahre. 1973 begann er für 13 Jahre seinen Dienst in der Sportfördergruppe der Bundeswehr in Mittenwald. Bei den Biathlon-Weltmeisterschaften 1978 in Hochfilzen gewann er gemeinsam mit Gerhard Winkler, Hans Estner und Heinrich Mehringer hinter den Teams aus der DDR und Norwegen die Bronzemedaille. Im selben Jahr hatte er kurz zuvor gleich beim ersten Wettbewerb des neugeschaffenen Biathlon-Weltcups in Ruhpolding Platz drei im 20-km-Einzel belegt. 1978 und 1979 wurde Schweiger Deutscher Meister in den 20-Kilometer-Wettbewerben. 1981 konnte die bundesdeutsche Staffel bei den Biathlon-Weltmeisterschaften mit Peter Angerer, Schweiger, Fritz Fischer und Franz Bernreiter die Silbermedaille hinter der DDR und vor der Sowjetunion gewinnen. In der Saison 1982/83 belegte Schweiger hinter Angerer und noch vor Frank Ullrich und Matthias Jacob den zweiten Platz im Biathlon-Weltcup-Rennen (Einzel) von Ruhpolding, fünf Wochen später im Einzel von Oslo war er Dritter hinter Dmitri Wassiljew und Johann Passler, es war sein letzter Podestplatz im Weltcup.
Nach seiner aktiven Karriere kehrte Schweiger 1988 nach Schwangau zurück. Er wurde Trainer und Kommunalpolitiker. Als Langlauftrainer engagierte er sich beim TSV Schwangau und betrieb als Pächter einen Parkplatz. Im November 2018 starb er im Alter von 65 Jahren in seiner Geburtsgemeinde Schwangau.